# El Pito (I'll Never Go Back to Georgia)
El Pito (I'll Never Go Back To Georgia) es una canción de 1965 que combina el funk, el soul y los sabores tropicales de la salsa junto al jazz que se ha convertido en el himno del Latin boogaloo. La canción fue escrita por Jimmy Sabater y Joe Cuba. 
La misma fue popularizada por el Sexteto de Joe Cuba, con la voz de Cheo Feliciano. A pesar de que la canción fue escrita por dos autores, es Joe Cuba a quien generalmente se le conoce como autor de la misma.
Como la mayoría de las canciones del tipo Latin boogaloo de la década de los 60 en Nueva York, cuenta con timbales y un sonido urbano de la época.

## Contenido de la canción
"I'll Never Go Back to Georgia" (Nunca Volveré a Georgia) es una de las frases que Dizzy Gillespie repetía cada vez que tocaba la canción "Manteca" - uno de los estándares del jazz afrocubano de Nueva York. "Manteca" hace referencia a la tensión racial de los 60 en Estados Unidos.
Jimmy Sabater sin embargo dice que ninguno de ellos "jamás puso un pie en Georgia". David Gonzalez del periódico New York Times dijo: ″‘Oye, ese pito!’ Hey, that whistle! Así inicia el “El Pito". Esas cinco notas en la década de los 60 se convirtió en heraldo de un movimiento musical emergente. Desde El Barrio (como se le conoce a Harlem del Este) hasta el Sur del Bronx, se veía a los "chicos onda" o hipsters (vestidos en camisas de punto y con corte de cabello tipo Cesar) silbar, aplaudir y cantar: “I’ll never go back to Georgia! I’ll never go back!” Por supuesto, la mayoría de estos chicos jamás pasó del sur de la Calle Delancey, a donde iban a comprar sus mocasines de Playboy.″
Jimmy Sabater quizás no haya visitado Georgia pero logró una mezcla perfecta de sonidos que acaparó el sentimiento de latinos y afroamericanos.

## Anécdota
Según una historia publicada por el sello Fania, en 1967 Joe Cuba decidió celebrar el éxito de la canción, entregando cinco mil pitos especiales durante un concierto en el Madison Square Garden de Nueva York. En ese momento, el Sexteto estaba de gira con el legendario James Brown. Durante el espectáculo, Cuba y su grupo "lanzaron miles de pitos desde el escenario, provocando un ligero disturbio cuando la gente empezó a correr por los pasillos para poder atrapar un pito... "El Pito" de Joe Cuba. Supuestamente después del incidente, James Brown decidió que nunca jamás invitaría a Joe Cuba a una de sus giras.